# Berberis miethkeana
Berberis miethkeana är en berberisväxtart som först beskrevs av L. W. Melander och Eade, och fick sitt nu gällande namn av J. E. Laferriere. Berberis miethkeana ingår i släktet berberisar, och familjen berberisväxter. Inga underarter finns listade i Catalogue of Life.